# Colostygia bavaricaria
Colostygia bavaricaria là một loài bướm đêm trong họ Geometridae.